# Sagace
Sagace (1980-1989) est un cheval de course pur-sang anglais né en France. Courant pour l'écurie Wildenstein, il remporte le Prix de l'Arc de Triomphe en 1984 avant d'échouer à réaliser le doublé l'année suivante lors d'une arrivée très controversée.

## Carrière de courses
Élevé par son propriétaire Daniel Wildenstein, entrainé par Patrick Biancone et monté le plus souvent par Yves Saint-Martin, Sagace eut une carrière atypique et contrariée par des jambes fragiles. Après avoir débuté au début de son année de 3 ans, une blessure l'empêche de prendre part aux épreuves classiques du printemps. Il revient sur les pistes durant l'été, à Deauville, mais ne dispute sa première course de groupe que dans le Prix Niel en septembre, où il s'impose facilement. C'est avec ce maigre palmarès qu'il se présente au départ du Prix de l'Arc de Triomphe, où, manquant d'expérience, il ne se montre pas dangereux. En revanche, il gagne le Prix du Conseil de Paris en fin de saison.
Son palmarès, Sagace commence réellement à le bâtir à 4 ans, à l'heure où bien des poulains classiques sont déjà entrés au haras. Blessé une nouvelle fois lors de sa rentrée (2e du Prix Ganay), il revient cinq mois plus tard pour gagner le Prix Foy, avant de tenter une nouvelle fois sa chance dans un Arc très relevé, malgré l'absence des Derby winners (Darshaan, Secreto et celui qui aurait pu en être le grand favori, El Gran Señor), déjà retirés de la compétition, et de Teenoso, gagnant des King George. Au départ, sont bien là les championnes All Along, Northern Trick, Time Charter et mais aussi l'Australien Strawberry Road, Sadler's Wells et Rainbow Quest. Favori de l'épreuve, Sagace, sous la monte d'Yves Saint-Martin l'emporte brillamment. À la fin de son année de 4 ans, et malgré ses blessures, c'est encore un cheval tout neuf.
Décision est donc prise de le laisser à l'entraînement pour tenter un doublé dans l'Arc, et succéder ainsi à Alleged. L'année 1985 se déroule sans encombre, même si Sagace court peu : trois courses, pour autant de victoires dans les Prix Ganay, d'Ispahan et Foy. Il est prêt pour son rendez-vous avec la légende, mais, quand les concurrents entrent en piste, personne ne sait que l'arrivée de cet Arc sera la plus controversée de l'histoire. Comme prévu, Sagace passe le poteau en tête, mais à l'issue d'une lutte sévère avec l'Anglais Rainbow Quest, tandis que le reste du peloton est nettement battu. Toutefois, l'entourage du champion hésite à se réjouir. De fait, Sagace a un peu versé à gauche durant la phase finale, comme il l'avait déjà fait lors de sa première course, une fâcheuse habitude. A-t-il gêné son adversaire au point de l'empêcher de vaincre ? Celui-ci aurait-il été en mesure, sans incident, de le devancer ? Difficile à dire. Mais à l'issue d'une interminable enquête, les commissaires de course annoncent à Longchamp qui retient son souffle que Sagace est rétrogradé, et Rainbow Quest est déclaré vainqueur sur le tapis vert. Cette décision fera couler beaucoup d'encre. Crédité par Timeform d'un rating de 135, Sagace achève ainsi sa carrière.

### Résumé de carrière
| Date         | Hippodrome  | Pays        | Course                    | Statut      | Distance    | Jockey           | Place          | Écart       | Vainqueur ou deuxième |
| 1983, 3 ans  | 1983, 3 ans | 1983, 3 ans | 1983, 3 ans               | 1983, 3 ans | 1983, 3 ans | 1983, 3 ans      | 1983, 3 ans    | 1983, 3 ans | 1983, 3 ans           |
| ------------ | ----------- | ----------- | ------------------------- | ----------- | ----------- | ---------------- | -------------- | ----------- | --------------------- |
| 17 avril     | Longchamp   | France      | Prix des Marronniers      | Maiden      | 2 400 m     | Greville Starkey | 2e / 5         | 2           | Jabal Tarik           |
| 10 août      | Deauville   | France      | Prix de l'Eure            | Maiden      | 2 000 m     | Éric Legrix      | 2e / 11        | 1/2         | Noelito               |
| 10 août      | Deauville   | France      | Prix de l'Orne            | Maiden      | 2 000 m     | Y. Saint-Martin  | 1er / 8        | tête        | Garde Royale          |
| 11 septembre | Longchamp   | France      | Prix Niel                 | Gr. 2       | 2 400 m     | Y. Saint-Martin  | 1er / 5        | 3           | Zalataia              |
| 2 octobre    | Longchamp   | France      | Prix de l'Arc de Triomphe | Gr. 1       | 2 400 m     | Alfred Gibert    | 24e / 26       |             | All Along             |
| 16 octobre   | Longchamp   | France      | Prix du Conseil de Paris  | Gr. 2       | 2 400 m     | Y. Saint-Martin  | 1er / 12       | 1 ½         | Galant Vert           |
| 1984, 3 ans  |             |             |                           |             |             |                  |                |             |                       |
| 29 avril     | Longchamp   | France      | Prix Ganay                | Gr. 1       | 2 100 m     | Y. Saint-Martin  | 2e / 8         | 2 ½         | Romildo               |
| 9 septembre  | Longchamp   | France      | Prix Foy                  | Gr. 2       | 2 400 m     | Y. Saint-Martin  | 1er / 7        | 1 ½         | Castle Guard          |
| 7 octobre    | Longchamp   | France      | Prix de l'Arc de Triomphe | Gr. 1       | 2 400 m     | Y. Saint-Martin  | 1er / 22       | 2           | Northern Trick        |
| 1985, 4 ans  |             |             |                           |             |             |                  |                |             |                       |
| 5 mai        | Longchamp   | France      | Prix Ganay                | Gr. 1       | 2 100 m     | Y. Saint-Martin  | 1er / 7        | 4           | Romildo               |
| 30 juin      | Longchamp   | France      | Prix d'Ispahan            | Gr. 1       | 1 850 m     | Y. Saint-Martin  | 1er / 7        | 2           | Yashgan               |
| 8 septembre  | Longchamp   | France      | Prix Foy                  | Gr. 2       | 2 400 m     | Y. Saint-Martin  | 1er / 8        | 2 ½         | Complice              |
| 6 octobre    | Longchamp   | France      | Prix de l'Arc de Triomphe | Gr. 1       | 2 400 m     | Y. Saint-Martin  | 2e (1er rétr.) | (enc.)      | (Rainbow Quest)       |

## Au haras
Retiré au haras de Calumet Farm, dans le Kentucky, Sagace y meurt prématurément, en 1989, après avoir engendré très peu de produits. Parmi eux, il y eut Saganeca (Prix de Royallieu, 2e du Grand Prix de Milan, 5e de l'Arc), poulinière exceptionnelle, mère entre autres de l'Arc-winner Sagamix, ainsi que Afrique Bleu Azur (mère de la championne Cape Verdi), et surtout le frère de celle-ci, Arcangues, lauréat d'un Prix d'Ispahan et qui devint en 1993 le premier cheval européen à s'imposer dans la Breeders' Cup Classic, où il était parti à une cote surréaliste d'outsider (133/1).

## Origines
| Origines de Sagace (FR), mâle bai né en 1980 | Origines de Sagace (FR), mâle bai né en 1980 | Origines de Sagace (FR), mâle bai né en 1980 | Origines de Sagace (FR), mâle bai né en 1980 |
| -------------------------------------------- | -------------------------------------------- | -------------------------------------------- | -------------------------------------------- |
| Père Luthier                                 | Klairon                                      | Clairon                                      | Djebel                                       |
| Père Luthier                                 | Klairon                                      | Clairon                                      | Columba                                      |
| Père Luthier                                 | Klairon                                      | Kalmia                                       | Kantar                                       |
| Père Luthier                                 | Klairon                                      | Kalmia                                       | Sweet Lavender                               |
| Père Luthier                                 | Flûte Enchantée                              | Cranach                                      | Coronach                                     |
| Père Luthier                                 | Flûte Enchantée                              | Cranach                                      | Reine Isaure                                 |
| Père Luthier                                 | Flûte Enchantée                              | Montagnana                                   | Brantôme                                     |
| Père Luthier                                 | Flûte Enchantée                              | Montagnana                                   | Mauretania                                   |
| Mère Seneca                                  | Chaparral                                    | Val de Loir                                  | Vieux Manoir                                 |
| Mère Seneca                                  | Chaparral                                    | Val de Loir                                  | Vali                                         |
| Mère Seneca                                  | Chaparral                                    | Niccolina                                    | Niccolo Dellarca                             |
| Mère Seneca                                  | Chaparral                                    | Niccolina                                    | Light Sentence                               |
| Mère Seneca                                  | Schonbrunn                                   | Panthéon                                     | Borealis                                     |
| Mère Seneca                                  | Schonbrunn                                   | Panthéon                                     | Palazzo                                      |
| Mère Seneca                                  | Schonbrunn                                   | Scheherezade                                 | Ticino                                       |
| Mère Seneca                                  | Schonbrunn                                   | Scheherezade                                 | Schwarzblaurot (Famille 16-c)                |